# Můj strýček Archimedes
Můj strýček Archimedes je český televizní film z roku 2018 režiséra a scenáristy George Agathonikiadise, který scénář napsal spolu s Petrem Hudským. Scénář vznikl podle Agathonikiadisových autobiografických vzpomínek.
Příběh filmu se odehrává na konci 40. let 20. století a vypráví o řeckém migrantovi, který uprchl před občanskou válkou do Československa a hledal tam nový domov. Hlavní role ztvárnili Ondřej Vetchý, Miroslav Donutil, Dana Černá a Veronika Freimanová.
Film měl televizní premiéru dne 14. ledna 2018 na prvním programu České televize. 

## O filmu
Na konci 40. let do Československa přijíždí vlak plný řeckých migrantů, kteří ze země uprchli kvůli probíhající občanské válce. Československo je přijímá, protože jsou komunisté a dává jim azyl. Na poslední chvíli jsou však umístěni do Brna, a to do stejného prostoru, kde jsou i prostitutky. 
Jeden z Řeků, Archimedes, se dozvídá, že jeho bratr s manželkou zahynuli a on se musí postarat o jejich syna, Arise. Archimedes se vydává pro Arise do jednoho z domovů, v němž pracuje Řekyně jménem Penelope, do níž se Archimedes hned zamiluje. Archimedes si Penelopu v Československu vezme za manželku a dvojice spolu s Arisem získá od československé vlády nový byt. Jejich novými sousedy jsou Karel a Jarmila Novákovi. Karel nechápe Archimedovo nadšení pro komunismus, ale nakonec se s ním spřátelí a sežene mu práci na husí farmě. 
Archimedes po počátečním nadšení vystřízliví, zjistí, že komunismus v Československu není takový, jak si představoval a s celou rodinou chce uprchnout zpět do Řecka. Jeho snaha o emigraci je zdrojem mnoha tragikomických situací.

## Obsazení
| Ondřej Vetchý       | Archimedes                         |
| Dana Černá          | Penelope, Archimedova manželka     |
| Miroslav Donutil    | Karel Novák                        |
| Veronika Freimanová | Jarmila Nováková, Karlova manželka |
| Tadeáš Štourač      | Aris, Archimedův synovec           |
| Marina Vlachaki     | Archimedova matka                  |
| Tomáš Töpfer        | inženýr Goldstein                  |
| Stanislav Zindulka  | hokynář Přibyl                     |
| Martin Havelka      | ředitel husí farmy                 |
| Jiří Dvořák         | Kapitán                            |
| Jaromír Dulava      | předseda MNV                       |
| Pavla Rychlá        | Cibulková                          |
| Kristýna Boková     | Simona                             |
| Zdena Herfortová    | bordelmamá                         |
| Oldřich Navrátil    | pan Bureš                          |
| Ivan Lupták         | Nikos                              |
| Monika Maláčová     | Božena                             |
| Igor Bareš          | Pan Bureš                          |
| Ivana Hloužková     | Rudolfová                          |
| Viktor Skála        | nadstrážmistr VB                   |
| Igor Ondříček       | strážmistr                         |
| Zdeněk Junák        | ruský poradce                      |
| Daniela Zbytovská   | Marcelka                           |
| Jan Kolařík         | Hamáček                            |
| Kostas Zerdaloglu   | tlumočník Nikiforos                |
| Kristýna Štarhová   | učitelka                           |
| Petr Štěpán         | hlas dospělého Arise               |